# ホンダ・ジェイド (自動車)
ジェイド（JADE、傑徳）は、本田技研工業が製造・販売していたミニバン（またはステーションワゴンに分類）である。中華人民共和国では2013年から2020年まで（現地名：「杰德」）、日本では2015年から2020年まで生産・販売された。
中国向けは東風本田汽車、日本国内及び香港・マカオの各中華圏特別行政区向けは埼玉製作所狭山完成車工場（通称：狭山工場）にて生産された。

## 概要
ジェイドは2012年の北京モーターショーに出展された「Concept S」の量産車となる車種で、中国市場に主眼を置きつつも他地域への投入も視野に入れて開発されたグローバルカーである。ホンダの開発担当者は、開発の初期段階から先々代（3代目）・先代（4代目）オデッセイとストリームを統合した車種と位置づけて開発したとしている。
2015年2月から日本でも販売を開始した。日本仕様車は当初は3列シート車のみの設定で、パワートレインは販売開始当初、LEB型エンジンをベースにした「SPORT HYBRID i-DCD」を採用したハイブリッド専用車種として発売され、日本でのグレード体系は標準仕様の「HYBRID」と上級仕様の「HYBRID X」が用意された。なお、標準仕様の「HYBRID」はJC08モード燃費で25.0km/L、上級仕様の「HYBRID X」でも24.2km/Lを実現している。
インテリアについては2列目シートのセンター側に固定式の大型アームレストを採用し、左右斜め内側にシートが後退する「Vスライド機構」を採用した「2列目Vスライドキャプテンシート」を全車に標準装備している。過去にアコードエアロデッキやアヴァンシアに採用されたルーフエンドのウィンドウを採用し、デザインに個性を持たせるだけでなく3列目シートの開放感の向上に貢献し、さらに3列目の頭上空間にゆとりをもたせることを実現した。3列目シートは5:5の分割床下格納機構が備わり、ラゲッジスペースを拡げることも可能である。
装備面では安全運転支援システム「Honda SENSING」（ホンダ センシング）が採用されている。「Honda SENSING」は衝突軽減ブレーキ（CMBS）・アダプティブ・クルーズ・コントロール（ACC）・車線維持支援システム（LKAS）・路外逸脱抑制機能・誤発進抑制機能・先行車発進お知らせ機能・標識認識機能で構成されており、フロントエンブレム裏に設置したミリ波レーダーとフロントウィンドウ内に設置した単眼カメラの2つのセンサーを備えている。
同年5月には日本仕様車にガソリン車「RS」を追加。「RS」は5代目ステップワゴンに搭載されたガソリン直噴 1.5L VTEC ターボエンジンであるL15B型を採用。直噴システムに加え、小径タービンやデュアルVTC（連続可変バルブタイミング・コントロール機構）などを採用し、低回転域でのターボ効果の向上を図ったことで乗用域でHonda車の2.4Lエンジン並みのトルクを発生。併せて、吸気量をきめ細かくコントロールできるターボエンジンの強みを最大限に活用し、燃焼効率の良い領域を維持・拡大することでJC08モード燃費で18.0km/Lの低燃費を実現し、「平成32年度燃費基準」を達成。加えて、クランクシャフトとそれを支えるベアリングキャップの剛性を向上するなどしてノイズや振動の伝達を抑制し、静粛性も実現している。トランスミッションは小排気量ターボエンジンに合わせて新たに開発されたパドルシフト（7スピードモード）付CVTを採用している。さらに、サスペンションはハイブリッド車よりも剛性を高め（フロントで15%、リアで20%向上）、スプリングやダンパーなどに専用セッティングを施し、ブレーキ制御を活用した電子制御システム「Agile Handling Assist（AHA/アジャイル・ハンドリング・アシスト）」を採用し、アンダーフロアパネルに補強部材のトンネルブレーズを追加してフロア回りの剛性も強化した。
2018年5月の日本仕様のマイナーモデルチェンジにおいて、中国仕様車に設定されていた2列シート5人仕様が新たに設定された。2列シート5人乗り仕様では、2列目シートが大型リアセンターアームレスト付の6:4分割可倒式ベンチシートとなり、ドリンクホルダーやポケットを備えた反転テーブルも装備される。

## 沿革
2012年4月23日
2012年北京モーターショーにてコンセプトモデル「Concept S」を世界初披露。
2013年9月6日
中国で販売を開始。
2015年1月8日
日本で発売することを発表し、併せて同社ウェブサイトにて先行公開した。
2015年2月12日
日本市場向け「ジェイド」を発表。（2月13日発売）
ボディカラーは、「HYBRID」に「ホワイトオーキッド・パール（有料色）」、「モダンスティール・メタリック」、「クリスタルブラック・パール」、「プレミアムブルーオパール・メタリック（有料色）」の4色を設定。「HYBRID X」ではさらに「スーパープラチナ・メタリック（有料色）」、「プレミアムディープロッソ・パール（有料色）」、「マンダリンゴールド・メタリック」（新色）の3色を加えた全7色を設定した。
2015年5月21日
ガソリン車の「RS」を追加。（5月28日発売）
「RS」は専用のパワートレインやシャシーセッティングに加え、専用の外内装も採用。外装ではテールゲートと同じくRSエンブレムをあしらったメッシュタイプのフロントグリルをはじめ、フォグライトガーニッシュ・アウタードアハンドル・テールゲートモールにダーククロムメッキを、ホイールには中空構造のレゾネーター（消音装置）をホイールを取り巻くように装着することで高速道路のつなぎ目を越える際や、粗い路面・高速道路の段差乗り越え時などにタイヤ内部で発生する共鳴音（ロードノイズ）を共鳴吸収効果によって抑える17インチノイズリデューシングアルミホイールをそれぞれ採用。内装ではファブリックとプライムスムースのコンビシートを採用し、内装色はブラックとブラウンから選択可能。本革ステアリングとブラックシートにはレッドステッチを施したほか、ペダル類は専用デザインを採用した。
ボディカラーは「プレミアムブルーオパール・メタリック（有料色）」を除く6色が「HYBRID X」と共通のほか、「RS」専用色として「コバルトブルー・パール」を設定し、全7色から選択可能とした。
2017年5月
ボディカラーの設定を変更。「RS」、「HYBRID X」に設定の「マンダリンゴールド・メタリック」と、ハイブリッド車専用色「プレミアムブルーオパール・メタリック（有料色）」の設定が廃止された。
2018年3月8日
同年5月にマイナーモデルチェンジを実施することを発表し、ホームページで先行公開。
2018年5月17日
マイナーモデルチェンジ（5月18日発売）。
キャッチフレーズは「NEW STYLE WGN」で、CMソングには米津玄師の「LOSER」が起用された。
「Honda SENSING」は、歩行者事故低減ステアリング機能が追加された上で全車標準装備化された。本変更に伴い、「RS」は「RS・Honda SENSING」、既に標準装備済みの「HYBRID X」は「HYBRID X・Honda SENSING」にそれぞれ改名された。
前述のとおり中国仕様車に設定されていた2列シート5人乗り仕様が日本仕様車にも設定され、「G・Honda SENSING」と「HYBRID RS・Honda SENSING」として追加。「RS・Honda SENSING」は従来の3列シート6人乗りから、2列シート5人乗りに変更。併せて、3列シート6人乗り仕様にはガソリン車の「X・Honda SENSING」が追加された。
「RS」系はヘッドライトをインラインタイプのLEDに、フロントグリルをハニカムメッシュタイプに、アルミホイールを新デザインの18インチにそれぞれ変更した。
ボディカラーの設定を変更。「ホワイトオーキッド・パール（有料色）」に替わり「プラチナホワイト・パール（有料色）」、「プレミアムディープロッソ・パール（有料色）」に替わり、「プレミアムクリスタルレッド・メタリック（有料色）」を新設定した他、従来「RS」専用色であった「コバルトブルー・パール」は「X」系にも設定を拡大。「RS」系には新開発色である「プレミアムクリスタルオレンジ・メタリック（有料色）」を専用設定し、「X」系は全6色、「RS」系は全7色を設定した。また「G・Honda SENSING」を除くタイプには有料色として「ブラックルーフ」仕様6パターンを新設定（クリスタルブラック・パールを除く6色に設定。このうち、「プレミアムクリスタルオレンジ・メタリック＆ブラックルーフ」は「RS」系専用設定）。
メカニズム面では、「RS・Honda SENSING」はCVT制御が新たに採用され、全開加速ステップアップシフト制御とブレーキ時ステップダウンシフト制御を追加。ハイブリッド車は「SPORT HYBRID i-DCD」のギアレシオと駆動力制御を見直す改良が行われ、全タイプにパドルシフトを装備。「RS・Honda SENSING」と「X・Honda SENSING」はリアサスペンションをはじめとするダンパーセッティングの見直しも行われた。
なお、今回のマイナーモデルチェンジでハイブリッド車の廉価仕様であった「HYBRID」が廃止された。
2020年6月
中国市場において販売終了。
2020年7月1日
日本市場において、一部のグレード、カラーの注文ができない旨が公式ホームページに掲載される。
2020年7月10日
日本市場において、同社の小型セダンのグレイス（ただし、教習車のみ2021年7月まで継続生産）と共に生産終了となり、それ以降は在庫限りのみの対応となる。
2020年7月31日
販売不振のため、同社の小型セダンであるグレイス（教習車除く）と共に販売終了。これと同時に公式ホームページへの掲載を終了。これにより、同社のラインアップからフルヒンジドア式のMPV（ミニバン）が全て消滅する形となり、2列シートモデルは既存の小型ステーションワゴンのシャトルが、3列シートモデルは既存の小型ミニバンの2代目フリードがそれぞれ間接上の代替車種となる。なお、販売開始から販売終了までの日本国内向けの総販売台数は約20,000台であった。

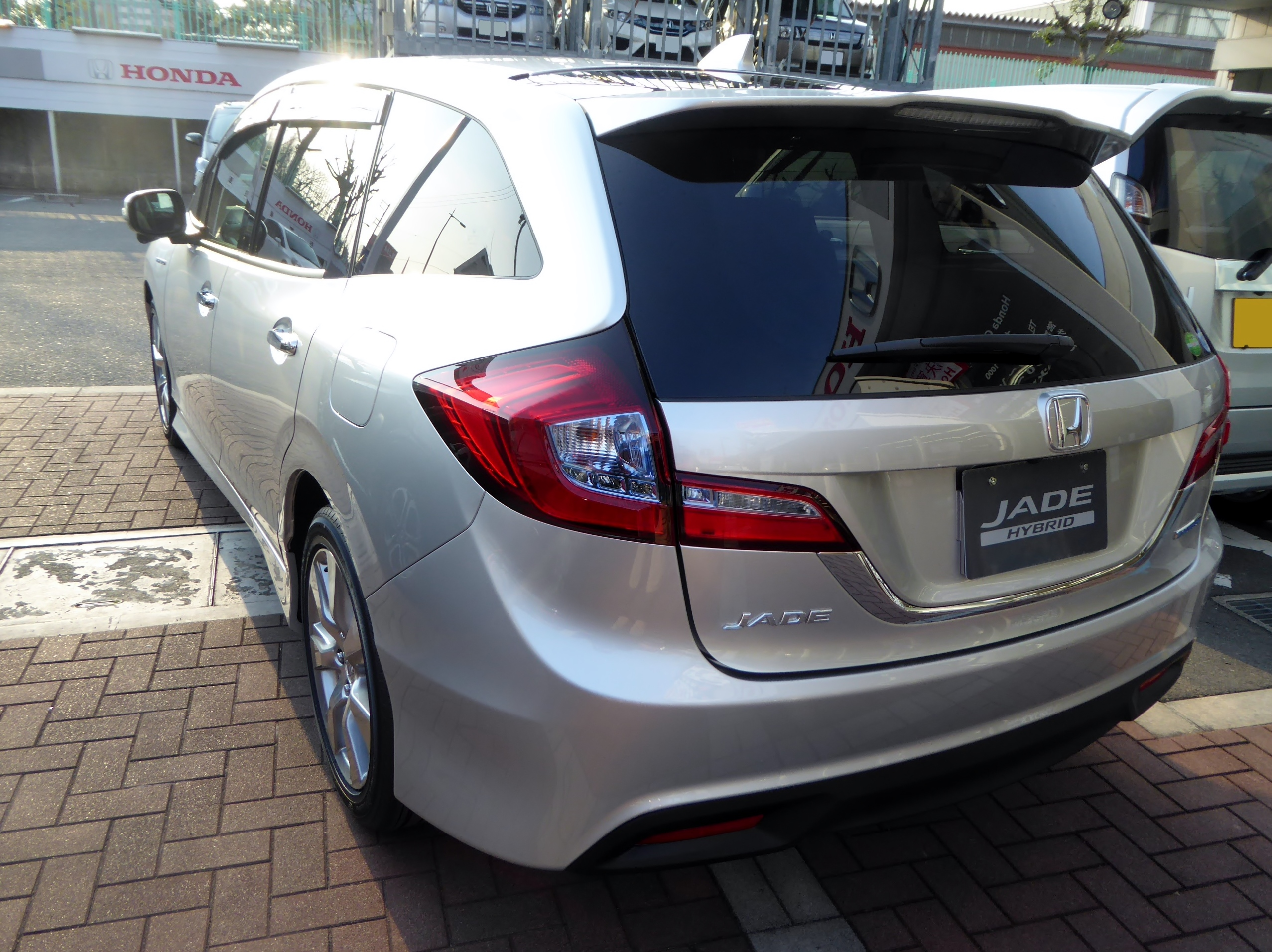
2015年2月発売型 日本仕様 HYBRID X リア
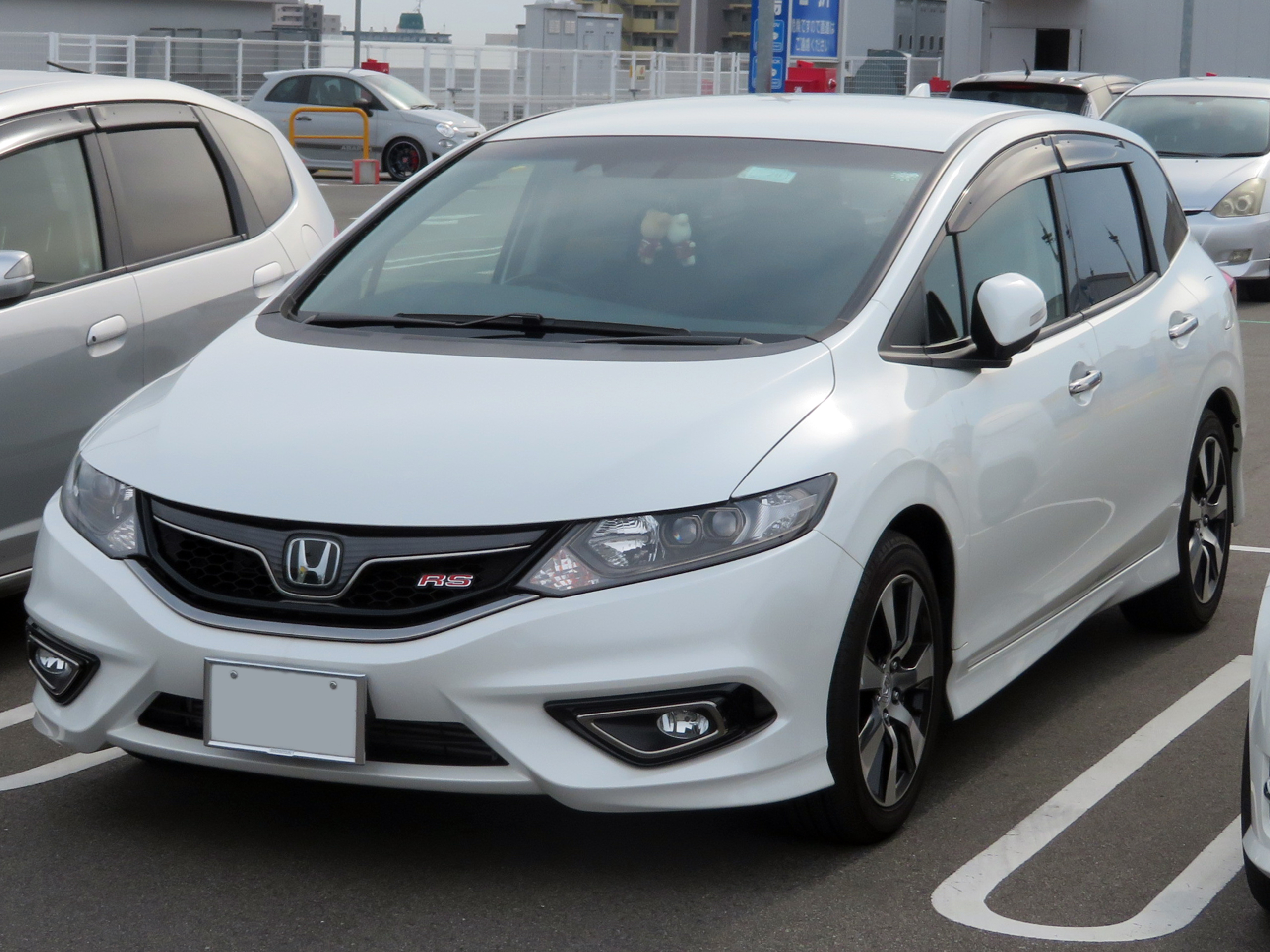
2015年5月発売型 日本仕様 RS
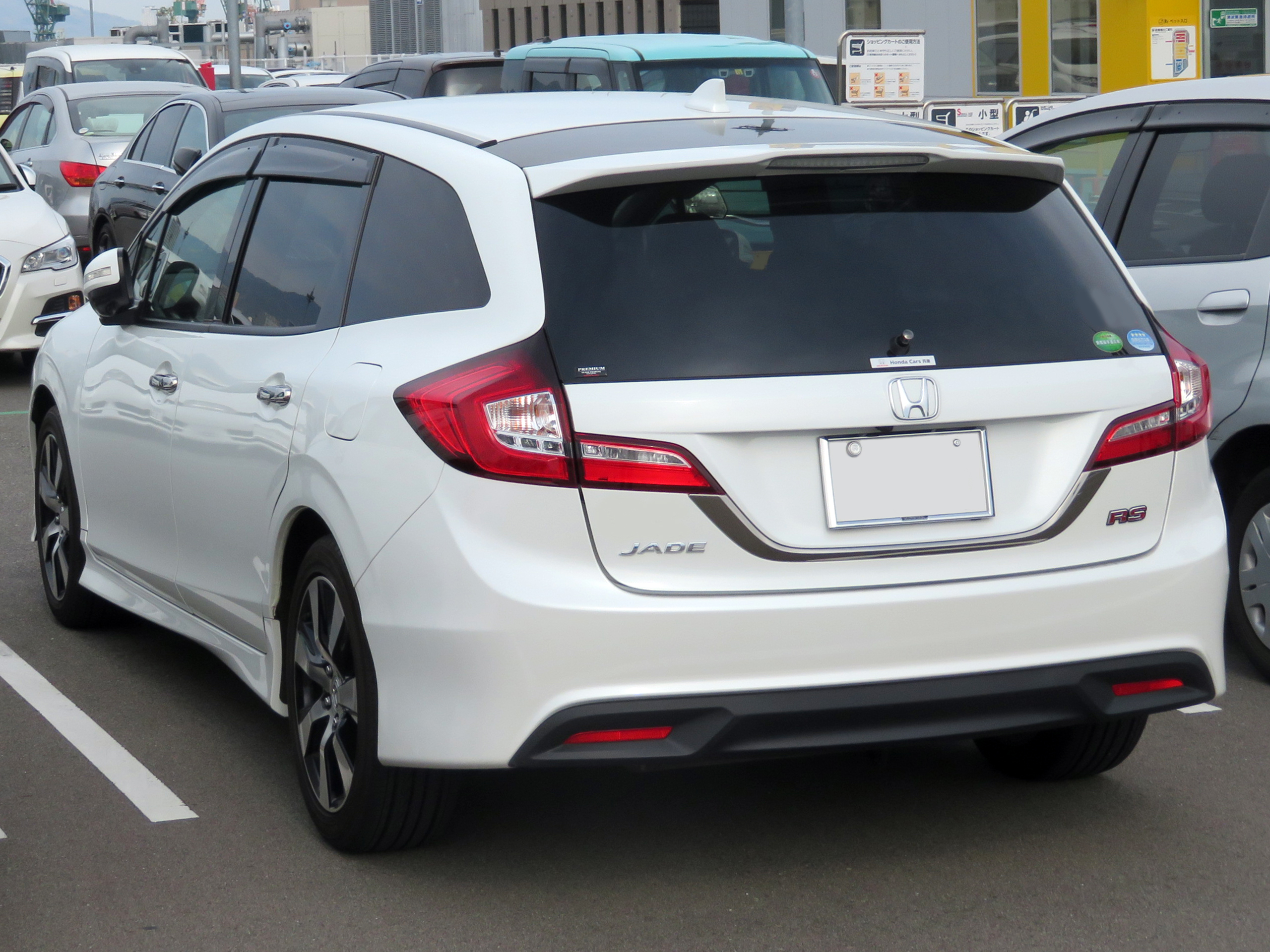
2015年5月発売型 日本仕様 RS リア
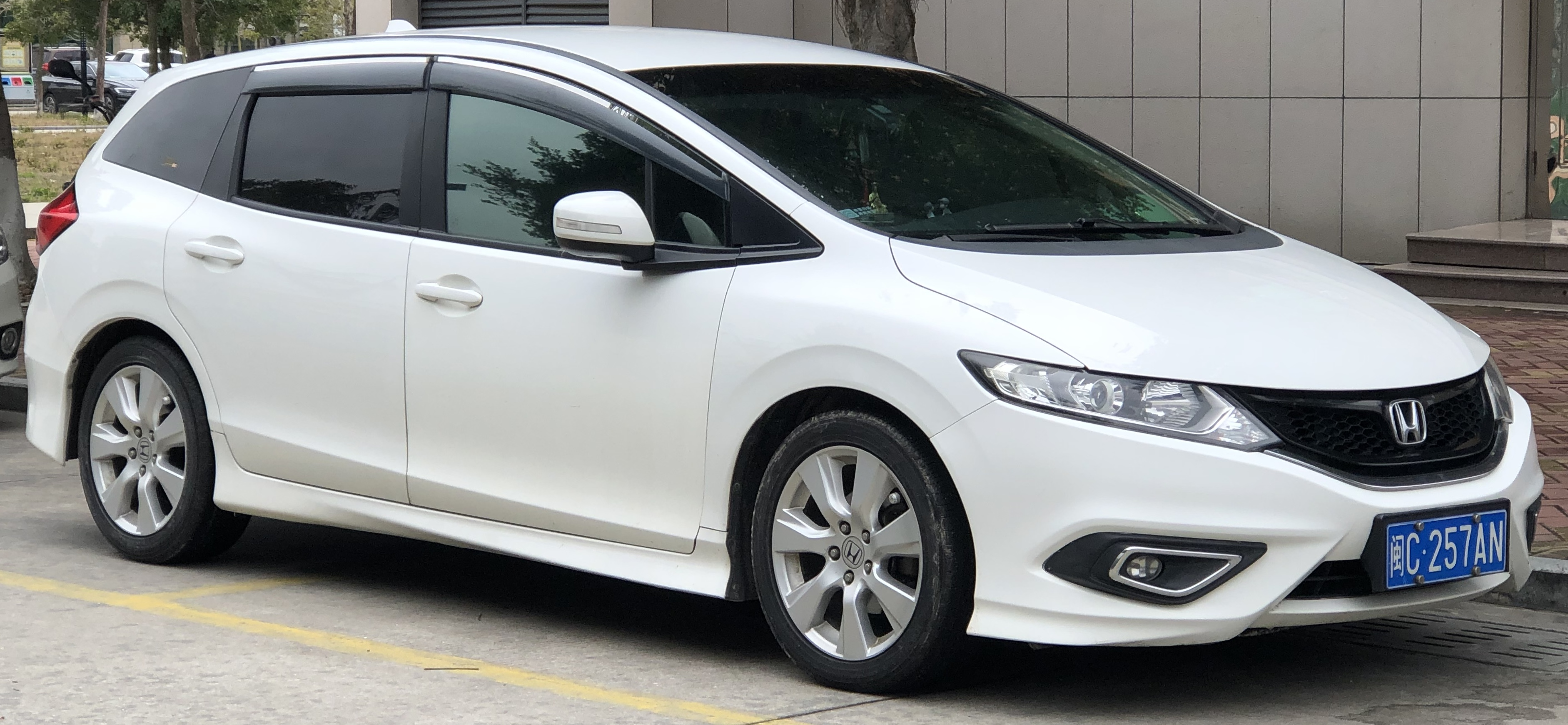
2013年9月発売型 中国仕様車
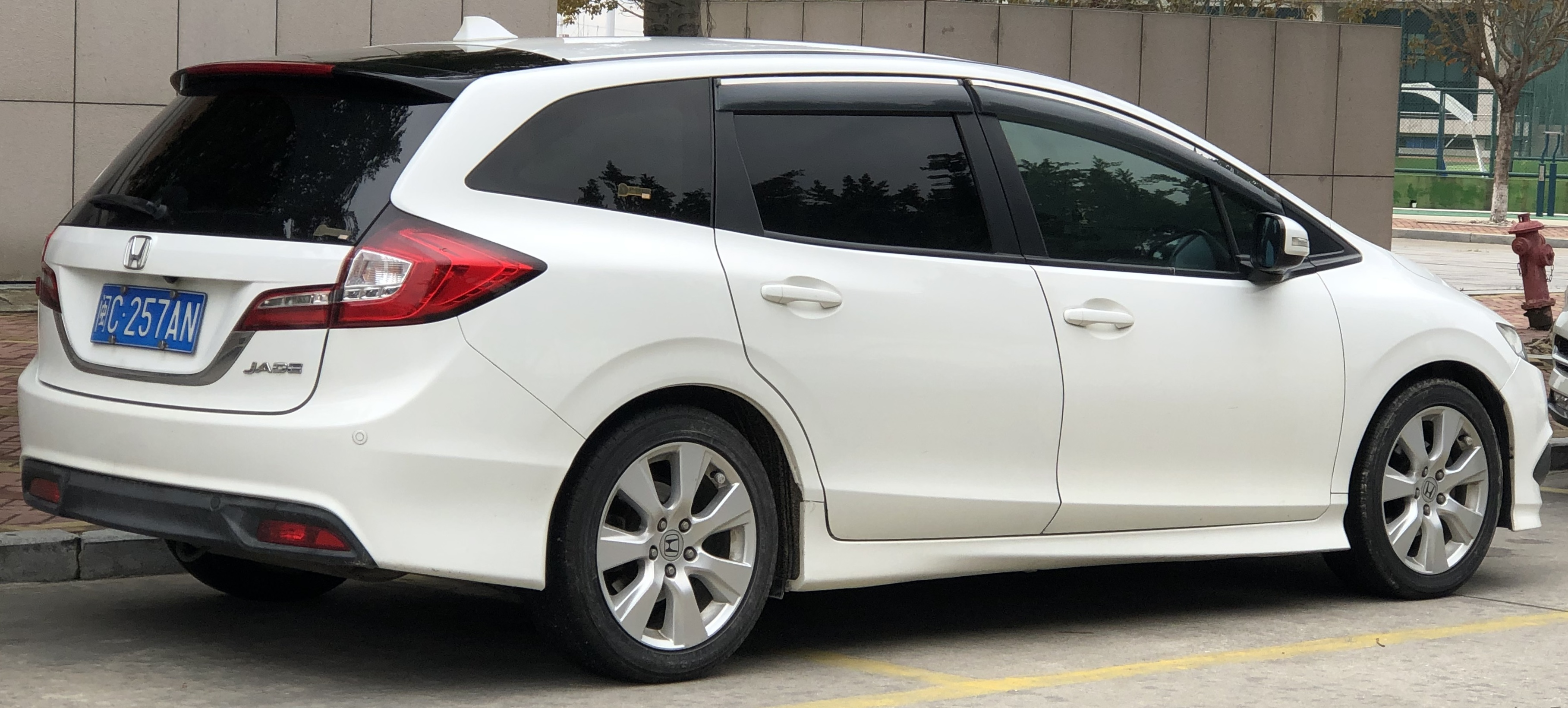
2013年9月発売型 中国仕様車 リア
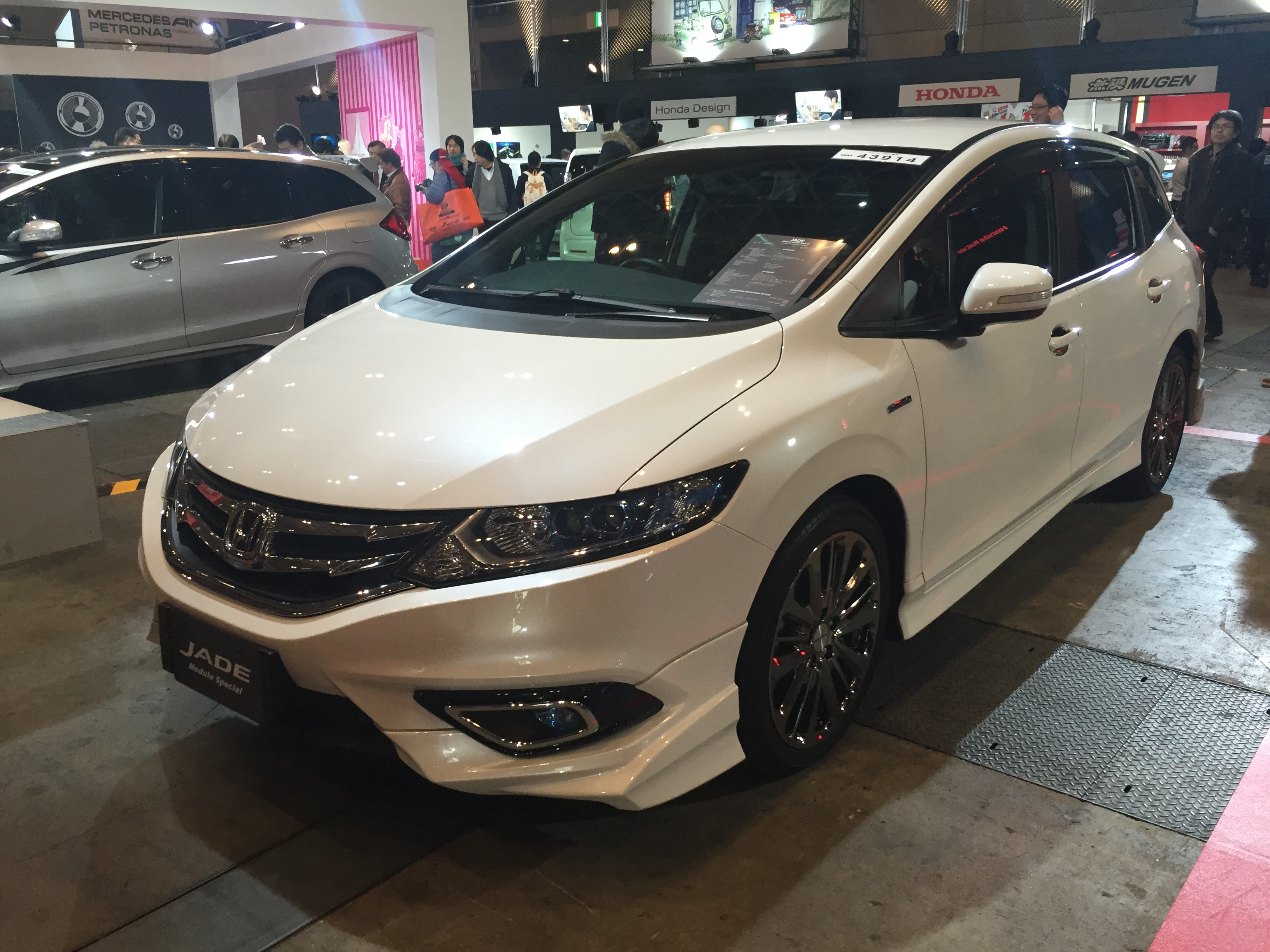
2015年2月発売型 Modulo Aero Special
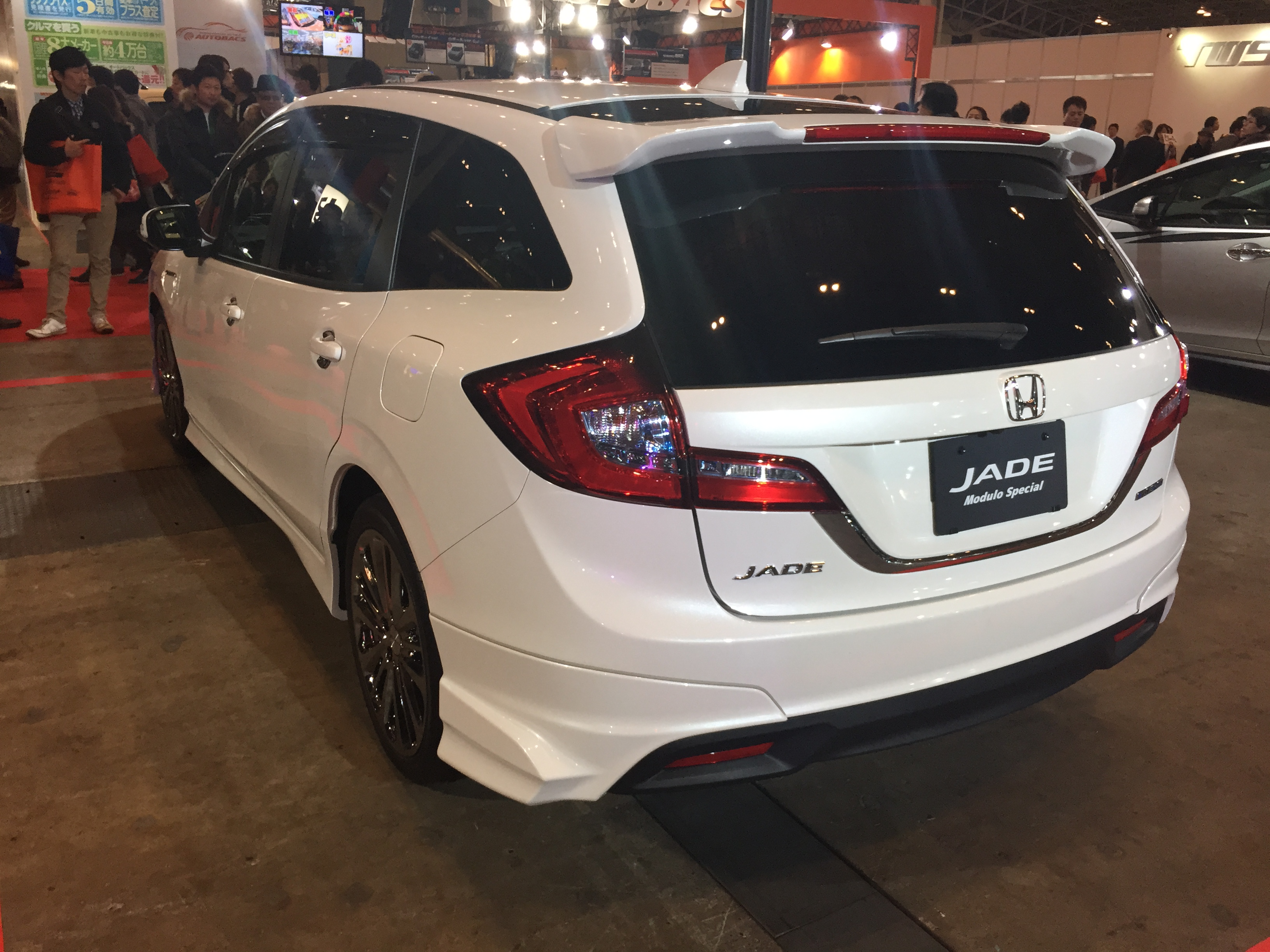
2015年2月発売型 Modulo Aero Special リア

### 販売
販売面は発売当初より極めて不振であったが、主たる理由として以下の点が考えられる。
- 設計上の制約による4WDモデルの設定がなかったこと。
- 2×3の6人乗りという独特なコンセプトやパッケージング。
- 3列目シートがエマージェンシー（緊急）用シート的な扱いであり、その上、足元のニークリアランスが狭すぎたこと。
- 販売当初、ユーザーからは背の低いミニバン（MPV、ピープルムーバー）というよりむしろ、ステーションワゴン、あるいはシューティングブレーク的なイメージで写ってしまったこと。
- 1.5Lクラスの車にしては車両価格が高すぎたこと。
- 車重が重すぎたために維持費が割高になってしまったこと。

これらの理由が販売不振を招いてしまったといえる。

## 車名の由来
ジェイドは英語で翡翠（ひすい）を意味する。